# Before Your Love
„Before Your Love” este single-ul de debut al cântăreței de origine americană Kelly Clarkson, promovat în paralel cu hitul A Moment Like This. Cântecul este inclus pe albumul de debut al lui Clarkson, intitulat Thankful.

## Lista melodiilor
1. Before Your Love
2. A Moment Like This

## Poziții ocupate în clasamentele de specialitate
| Clasamentul (2002)      | Poziția maximă ocupată |
| ----------------------- | ---------------------- |
| U.S. Billboard Hot 100  | 1                      |
| U.S. Top 40 Tracks      | 37                     |
| U.S. Adult Top 40       | 25                     |
| U.S. Adult Contemporary | 4                      |